# Kano
|  | Per a altres significats, vegeu «Kano (desambiguació)». |

Kano és una ciutat de Nigèria, capital de l'estat de Kano. És la segona ciutat del país després de Lagos i la primera del nord del país. La seva població el 2007 s'estima en 3.848.885 habitants, la majoria hausses; al cens del 1963 la població era només de 295.432 habitants. La ciutat i regió té un governant tradicional, l'emir de Kano. Administrativament la ciutat està dividida en sis districtes: Old City, Bompai, Fagge, Sabon Gari, Syrian Quarter, i Nassarawa.

## La ciutat
Kano disposa d'una universitat (Bayero University), estació ferroviària, i a poca distància, un aeroport internacional (Mallam Aminu Kano International Airport). Les muralles de l'antiga ciutat es conserven i les cases antigues dins a la ciutat encara es poden apreciar; a aquesta zona antiga hi ha el gran mercat de Kurmi; el palau de l'emir, la Gran Mesquita de Kano i la Mesquita Gidan Makama Mosque són altres llocs interessants. Està projectat un parc de tecnologia a la ciutat,

## Història

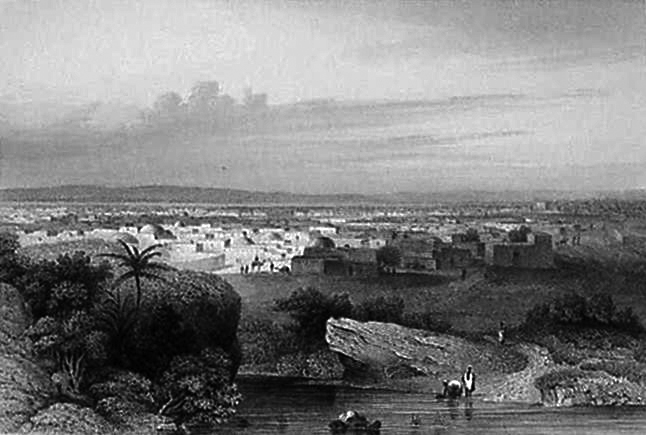
gravat de Kano de 1850

Al segle VII al turó de Dala, a Kano, hi havia establerta una comunitat animista que treballava el ferro; no se sap si eren hausses o parlaven una llengua del grup Níger-Congo.;
el cap religiós de la comunitat era al mateix temps el seu sobirà. La Crònica de Kano identifica com a primer poblador i sacerdot de l'esperit de Dala a Barbushe.
La ciutat fou anomenada Dala, del nom del turó, nom que va conservar almenys fins al final del segle xv.
Al segle x la comunitat fou visitada per uns estrangers, dirigits per un cap de nom Bagauda,
procedents del nord, empesos per la fam que assolava el seu país originari. Els habitants de Dala els van deixar establir i van acabar dominant la regió. Bagauda fou proclamat rei el 999 i va regnar fins al 1063.
El seu net Gijimasu (1095-1134), el tercer rei, va construir les muralles de la ciutat al peu del turó, que foren acabades sota el seu fill Tsaraki (1136-1194), el cinquè rei.

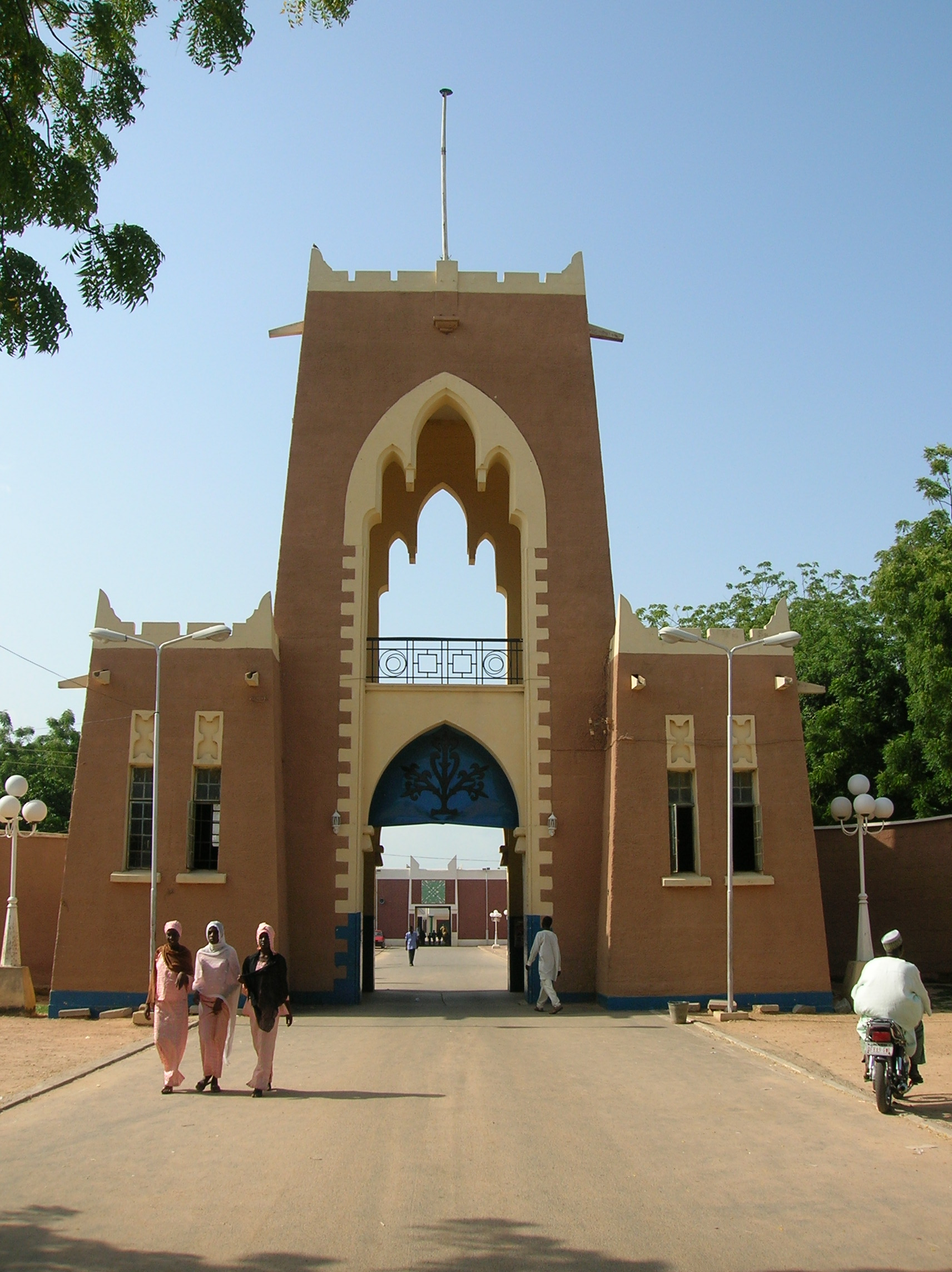
Porta de Gidan Rumfa el 2005

El primer sobirà que apareix amb nom musulmà fou Osumanu (Usman) Zamnagawa (1343-1349); després del seu regnat van arribar missioners wangarawa de Mali sota el rei Yaji (1349-1385) però una crònica dels wangarawa escrita al segle xvii, situaria aquest fet un segle més tard, com ja feien sospitar altres proves aïllades. Entre 1390 i 1410 es va introduir as Kano la cota de malles musulmana però això no implicava una islamització. Entre 1421 i 1438 va arribar a la zona un príncep de Bornu on l'islam estava ja sòlidament establert (vegeu regne de Kanem-Bornu) i es van establir relacions comercials entre els dos estats i aviat es van veure els primers camells (vers 1452) mentre l'aristocràcia local es dedicava a la captura d'esclaus als territoris cap al sud que segurament eren venuts a través del comerç de caravanes transsaharianes. Probablement l'estat va arribar a pagar tribut a Kanem-Bornu.
Muhammad Rumfa va pujar al tron el 1463 i va regnar fins al 1499; durant el seu regne es va reformar la ciutat, es va expandir el palau del Gidan (emir) Rumfa utilitzant l'arquitectura saheliana, i va contribuir a la completa islamització de la ciutat obligant als notables residents a convertir-se.
La crònica de Kano li atribueix fins a dotze innovacions entre les quals la segregació islàmica de sexes, l'observança pública de les festes musulmanes i el nomenament d'eunucs per llocs rellevants. En aquest regnat va arribar a Kano el cèlebre Abd Allah Muhammad ibn And al-Karim ibn Muhammad al-Maghili al-Tilimsani (mort el 1504), un alim musulmà i missioner de l'Àfrica del nord que hauria introduït la xaria i el sufisme.
En el segle xvi l'imperi de Songhay va imposar tribut a Kano, però els reis de Kano van conservar el poder sense ser inquietats. La dominació de Songhay fou curta i al mateix segle xvi Kano va passar a vassallatge de l'Emirat de Kebbi, després de les guerres amb Katsina. Segons la crònica el 37è sobirà (Sarkin Kano = rei de Kano) fou Mohammed Sharef (1703–1731) al que va succeir Kumbari dan Sharefa (1731–1743); en aquest temps Kano (ciutat i regne) foren objecte dels atacs dels bel·licosos kwararafa i finalment Bornu va esdevenir altre cop sobirà breument per passar tot seguit a pagar tribut al regne de Gobir (o Gober) sota el rei Babari dan Uban Iche (rei de Gobir vers 1742-1770); aquestes successives dominacions no van afectar l'economia del país ni la prosperitat de la ciutat i els sobirans van augmentar encara el poder i la fastuositat de la seva cort. Baba Zaki (1768-1776) va instal·lar a la seva residència una guàrdia de mosqueters en uniforme que imitaven el que s'havia vist en altres estats àrabs musulmans segons els relats dels comerciants locals i àrabs residents; també es va introduir el cerimonial propi de les corts nord-africanes i d'Egipte. Baba fou un dèspota implacable; encara que fou un sobirà molt capacitat la seva cort va estar plena d'intrigues faccionals que s'arrossegaven del regnat de Kumbari; la crònica deixa constància del descontentament pels alts impostos.
Sota Muhamman Alwali o Muhammad al-Walid (1781-1807) el fulbe Osman Dan Fodio (nascut el 1754), un musulmà oposat al rei de Gobir, va predicar la guerra santa i va derrotar a les tropes reials el 21 de juny de 1804 i es va fer proclamat Sarki n'Musulmi (Comandant dels creients); va estendre la guerra santa als estats hausses
i va imposar seva autoritat a Kano entre 1805 i 1807, i sobre altres estats (Katsina, Kebbi, Nupe, Zaria i Liptako). El març de 1807 Muhamman Alwali va morir i fou proclamat el primer emir fulbe (fulani o peul) Sulaymanu (Sulayman) que va governar del 1807 al 1819, iniciant la dinastia fulbe de Kano.
Vegeu Emirat de Kano.
La ciutat va patir fams del 1807 al 1810, en els anys 1830, el 1847, 1855, 1863, 1873, 1884 i 1889-1890. Del 1893 al 1895 hi va haver una guerra civil o basasa entre dos pretendents al tron i amb el suport dels esclaus reials, Yusufu es va imposar a Tukur i va reclamar el títol d'emir

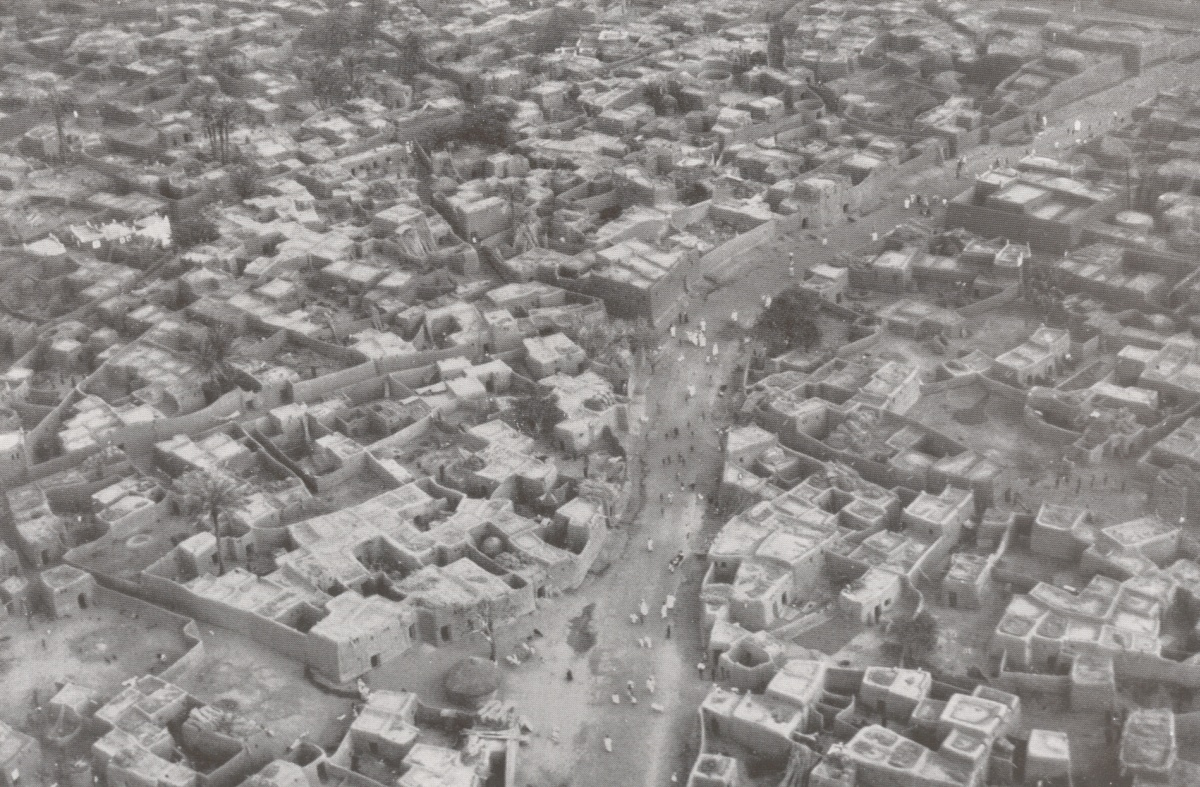
Kano, desembre de 1930

Els britànics van entrar a Kano el 3 de febrer de 1903 i va esdevenir el seu centre administratiu per la Nigèria Septentrional. Posteriorment fou substituïda com a capital per Kaduna, i no va recuperar la seva condició administrativa important fins després de la independència quan es va crear l'estat de Kano. El 1908 hi va haver una fam. El 1913 i 1914 els negocis relacionats amb els cacauets es van expandir, però una gran sequera va causar una nova fam. Al començar els anys vint el comerciant de cacauets Alhassan Dantata havia esdevingut el comerciant més ric de Kano superant als antics grans comerciants Umaru Sharubutu Koki i Maikano Agogo.
La fam va retornar el 1920, 1927, 1943, 1951, 1956, i 1958. El maig de 1953 hi van haver enfrontaments interètnics a causa del fet que els diaris del sud informaven esbiaixadament del conflicte entre els politics del nord i el sud de Nigèria en la Cambra de Representants i milers de ciutadans van morir.
El 1960 Nigèria va assolir la independència; el 1963 Ad Bayero va pujar al tron de Kano, com autoritat tradicional. El desembre de 1980 el predicador radical Mohammed Marwa Maitatsine va dirigir una disturbis a Kano que van acabar amb la seva mort a mans de la policia però els seus seguidors van començar revoltes en altres llocs del nord.
L'any 2000 l'estat de Kano va introduir la xaria i molts cristians van abandonar la ciutat i l'estat. Un centenar de persones van morir l'octubre de 2001 en els enfrontaments al carrer per causa de la instal·lació de la xara.
El novembre de 2007 va tornar a esclatar la violència quan el Partit Popular Democràtic (People's Democratic Party, PDP) va acusar al Partit dels Pobles de Nigèria (All Nigeria Peoples Party, ANPP) de manipular les eleccions locals del 17 de novembre del 2007
en que el ANPP va obtenir 36 dels 44 governs locals.
Centenars de joves van sortir al carrer i van causar seriosos disturbis; uns 300 foren arrestats i almenys 25 persones van morir, sent cremats diversos edificis entre els quals una estació de la policia de la xara, un centre islàmic i un secretariat del consell; 280 soldats federals foren desplegats per la ciutat.

## Economia

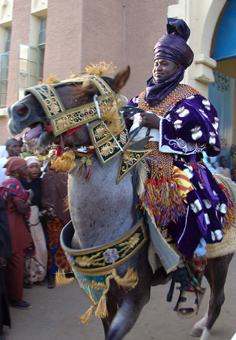
Un cavaller de tornada de pagar el tribut a l'emir de Kano, amb una elaborada vestimenta, al Durbar de l'octubre de 2006

Kano és el centre econòmic del nord de Nigèria i centre de la producció i exportació del cacauet.

## Cultura

### Festival Durbar
L'emir de Kano organitza el festival de Durbar amb els dos festivals d'Eid-ul-Fitr (final del ramadà) i Eid al-Adha (inicia de la peregrinació) que culmina amb una processó on desfilen cavallers amb elaborades vestimentes; cada cavaller representa una població i ofereix el seu tribut, respecte i fidelitat a l'emir.

## Llista de sobirans (sarkin kano= rei de kano)
- Bagauda 999-1063
- Warisi 1063-1095
- Gajemasu 1095-1134
- Nawata 1134-1136
- Yusa 1136-1194
- Naguji 1194-1247
- Gugwa 1247-1290
- Shekarau 1290-1307
- Tsamiya 1307-1343
- Usman Zamnagawa 1343-1349
- Yaji I 1349-1385
- Bugaya 1385-1390
- Kanajeji 1390-1410
- Umaru 1410-1421
- Daud 1421-1438
- Abdullah Burja 1438-1452
- Dakauta 1452
- Atuma 1452
- Yaqub 1452-1463
- Muhammad Rumfa 1463-1499
- Abdullah 1499-1509
- Muhammad Kisoki 1509-1565
- Yakufu 1565
- Daud Abasama I 1565
- Abu-Bakr Kado 1565-1573
- Muhammad Shashere 1573-1582
- Muhammad Zaki 1582-1618
- Muhammad Nazaki 1618-1623
- Kutumbi 1623-1648
- Al-Hajj 1648-1649
- Shekarau 1649-1651
- Muhammad Kukuna 1651-1652
- Soyaki 1652
- Muhammad Kukuna (segona vegada) 1652-1660
- Bawa 1660-1670
- Dadi (Muhamman Dadi dan Bawa) 1670-1703
- Muhammad Sharif (Muhamman Sharefa dan Muhamman Dadi) 1703-1730
- Kumbari (Muhamman Kumbari dan Muhamman Sharefa) 1730-1743
- Al-Hajj Kabe (Kabe dan Muhamman Kumbari) 1743-1753
- Yaji II (Muhamman Yaji II ibn Muhamman Dadi) 1753-1768
- Baba Zaki dan Muhamman Yaji 1768-1776
- Daud Abasama II (Da'uda Abasama II dan Muhamman Yaji) 1776-1780
- Muhammad al-Walid (Muhamman Alwali dan Muhamman Yaji) 1780-1807

## Emirs fulanis de Kano
- Sulayman (Sulaymanu dan Abahama) 1807-1819
- Ibrahim (Ibrahim Dabo dan Muhamman "Cigari" 1819-1846
- Usman (Uthman I dan Ibrahim Dabo "Ma-je-Ringim") 1846-1855
- Abdullah (Abd Allahi dan Ibrahim Dabo "Sarkin Yanka") 1855-1882
- Mohammed Bello (Muhamman Bello dan Ibrahim Dabo) 1882-1893
- Mohammed Tukur (Muhamman Tukur dan Muhamman Bello) 1893-1895
- Aliyu Baba dan Abd Allahi 1894-1903 (rebel 1894-1895)
- Muhammadu Abbas dan Abd Allahi 1903-1919
- Uthman II dan Abd Allahi 1919-1926
- Abd Allahi Bayaro dan Muhammadu Abbas 1926-1953
- Muhammadu Sanusi dan Abd Allahi Bayaro 1953-1963
- Muhammadu Inuwa Abbas dan Muhammadu Abbas 1963
- Ado Bayaro dan Abd Allahi Bayaro 1963-

## Persones il·lustres
- Kelvin Etuhu
- Vincenzo Rastrelli (1760-1839) Mestre de cant i compositor.